# Alexander Rydberg
Peter Vilhelm Alexander Rydberg, född den 16 september 1866 i Nöbbele församling, Kronobergs län, död den 9 januari 1949 i Lund, var en svensk skolman.
Rydberg avlade studentexamen i Karlskrona 1885, filosofie kandidatexamen vid Lunds universitet 1888, teoretisk teologisk examen 1890 och praktisk teologisk examen 1891. Han prästvigdes för Lunds stift 1891 och genomgick provår vid Lunds högre allmänna läroverk  1891–1892. Rydberg var vikarierande kollega i Trelleborg 1892–1897, viarierande rektor där 1897, lasarettspredikant där 1895–1897, adjunkt vid folkskoleseminariet i Växjö 1897 och adjunkt i kristendom och svenska vid Linköpings högre allmänna läroverk 1907–1914. Han avlade teologie licentiatexamen 1908 och promoverades till teologie doktor 1910. Rydberg var lektor i kristendom och filosofisk propedeutik i Kalmar 1914–1921 och lektor i samma ämnen vid Karlstads högre allmänna läroverk 1921–1931. Han pensionerades sistnämnda år. Rydberg var ledamot av Karlstads domkapitel 1921–1931 och orator vid prästmötet i Karlstad 1929. Han blev ledamot av Nordstjärneorden 1924.